# 요비타 부드니크
요비타 부드니크(Jowita Budnik, 1973년 11월 28일 ~ )은 폴란드의 배우이다. 2007 폴란드 영화상 여우주연상 수상자이다.